# Alfa-synucleïne
Alfa-synucleïne is een eiwit dat veel voorkomt in de menselijke hersenen. Het komt tevens voor in kleinere getalen in het hart, de spieren en ander weefsel. In de hersenen komt alfa-synucleïne vooral voor in de presynaptische terminal, het uiteinde van een hersencel. Deze terminals geven stofjes, zogenaamde neurotransmitters, af die het mogelijk maken dat hersencellen met elkaar kunnen communiceren. Het afgeven van neurotransmitters is noodzakelijk voor een normale hersenfunctie.
De exacte functie van alfa-synucleïne is niet bekend, maar men vermoedt dat het eiwit een rol speelt in het behouden van synaptische blaasjes in de presynaptische terminal. Daarnaast helpt het mogelijk bij het reguleren van de afgifte van dopamine, een neurotransmitter die belangrijk is voor het op gang brengen van zowel vrijwillige als willekeurige bewegingen.
Menselijke alfa-synucleïne bestaat uit 140 aminozuren en wordt gecodeerd door het SNCA-gen.

## Functie
Alfa-synucleïne komt vooral voor in zenuwweefsel, met name in de hersenen. Het vormt tot wel 1% van alle eiwitten in de cytosol van hersencellen. Het komt vooral veel voor in de neocortex, hippocampus, substantia nigra, thalamus en de kleine hersenen.
Hoewel de functie van alfa-synucleïne niet bekend is, zijn er aanwijzingen dat het eiwit essentieel is voor een normale ontwikkeling van de cognitieve functies. In een experiment werd het gen dat de aanmaak van alfa-synucleïne uitdrukt bij een groep muizen uitgeschakeld. Deze muizen bleken een minder goed werkgeheugen te hebben en ook minder goed te zijn in ruimtelijk leren.

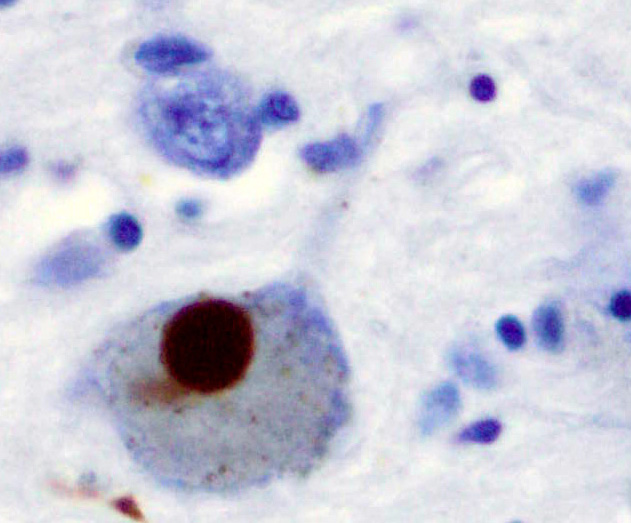
Alfa-synucleïne-ophoping in de vorm van een lewylichaampje bij een patiënt die de ziekte van Parkinson had.

## Klinische relevantie
Alfa-synucleïne kan zich tot onoplosbare opeenhopingen vormen in de vorm van zogeheten lewylichaampjes (Lewy body). Deze opeenhopingen kunnen leiden tot de ziekte van Parkinson, Lewy-body-dementie en multisysteematrofie. Daarnaast komen lewylichaampjes soms voor bij zowel de erfelijke als de spontane variant van de ziekte van Alzheimer.
Hoe het komt dat alfa-synucleïne zich bij sommige mensen ophoopt, is onduidelijk. Slechts in zeldzame gevallen van erfelijke Parkinson lijkt het gen dat codeert voor alfa-synucleïne te zijn gemuteerd. In de meeste gevallen is het niet bekend waarom het eiwit ophoopt om vervolgens de hersencellen te beschadigen.